# Supercopa de Turkmenistán
La Supercopa de Turkmenistán es un partido de fútbol que se disputa anualmente entre los campeones del Torneo de Liga y de la Copa de Turkmenistán.
La primera edición del trofeo se celebró en 2005, y se celebra en el mes de diciembre de cada año al finalizar la temporada futbolística en el país, es organizada por la Federación de Fútbol de Turkmenistán.

## Palmarés
| Temporada | Campeón           | Resultado        | Finalista           | Sede de la final                      |
| --------- | ----------------- | ---------------- | ------------------- | ------------------------------------- |
| 2005      | HTTU Aşgabat      | 4 - 1            | Merw Mary           | Estadio Balkanabat                    |
| 2006      | Balkan Balkanabat | 3 - 2            | HTTU Aşgabat        |                                       |
| 2007      | FC Aşgabat        | 1 - 1 (3-2 pen.) | Şagadam Türkmenbaşy |                                       |
| 2008      | Merw Mary         | 3 - 2            | FC Aşgabat          |                                       |
| 2009      | HTTU Aşgabat      | 3 - 0            | Altyn Asyr          | Estadio Olímpico, Aşgabat             |
| 2010      | No disputada      | No disputada     | No disputada        |                                       |
| 2011      | Balkan Balkanabat | 4 - 2            | Altyn Asyr          |                                       |
| 2012      | Balkan Balkanabat | 2 - 1            | HTTU Aşgabat        |                                       |
| 2013      | HTTU Aşgabat      | 1 - 1 (4-2 pen.) | Balkan Balkanabat   | Estadio Türkmenabat, Türkmenabat      |
| 2014      | FC Ahal           | 4 - 2            | HTTU Aşgabat        | Estadio Ashgabat, Aşgabat             |
| 2015      | Altyn Asyr        | 3 - 0            | FC Ahal             | Estadio Köpetdag, Aşgabat             |
| 2016      | Altyn Asyr        | 2 - 1            | Şagadam Türkmenbaşy | Estadio Ashgabat, Aşgabat             |
| 2017      | Altyn Asyr        | 2 - 1            | FC Aşgabat          | Estadio Ashgabat, Aşgabat             |
| 2018      | Altyn Asyr        | 1 - 0            | FC Ahal             | Estadio Köpetdag, Aşgabat             |
| 2019      | Altyn Asyr        | 2 - 0            | Köpetdag Aşgabat    | Estadio Köpetdag, Aşgabat             |
| 2020      | Altyn Asyr        | 1 - 1 (5-4 pen.) | FC Ahal             | Estadio Ashgabat, Aşgabat             |
| 2021      | Altyn Asyr        | 2 - 0            | Köpetdag Aşgabat    | Estadio Ashgabat, Aşgabat             |
| 2022      | Altyn Asyr        | 3 - 1            | Şagadam Türkmenbaşy | Nusaý Stadium, Aşgabat                |
| 2023      | No disputada      | No disputada     | No disputada        | No disputada                          |
| 2024      | FK Arkadag        | 3 - 1            | FC Ahal             | Balkanabat Sports Complex, Balkanabat |

## Títulos por club
| Club                   | Campeón | 2° | Años campeón                                   |
| ---------------------- | ------- | -- | ---------------------------------------------- |
| FK Altyn Asyr          | 8       | 2  | 2015, 2016, 2017, 2018, 2019, 2020, 2021, 2022 |
| HTTU Aşgabat †         | 3       | 3  | 2005, 2009, 2013                               |
| FC Balkan Balkanabat   | 3       | 1  | 2006, 2011, 2012                               |
| FC Ahal                | 1       | 3  | 2014                                           |
| FC Aşgabat             | 1       | 2  | 2007                                           |
| FC Merw Mary           | 1       | 1  | 2008                                           |
| FK Arkadag             | 1       | –  | 2024                                           |
| FC Şagadam Türkmenbaşy | –       | 3  | ---                                            |
| Köpetdag Aşgabat       | –       | 2  | ---                                            |

- † Equipo desaparecido.